# Giang Thành, An Giang
Giang Thành là một xã thuộc tỉnh An Giang, Việt Nam.

## Lịch sử
Sau năm 1975, Tân Khánh Hòa một xã thuộc huyện Hà Tiên cũ.
Ngày 21 tháng 4 năm 1999, Chính phủ ban hành Nghị định số 28/1999/NĐ-CP. Theo đó, đổi tên huyện Hà Tiên thành huyện Kiên Lương và xã Tân Khánh Hòa thuộc huyện Kiên Lương.
Ngày 29 tháng 6 năm 2009, Chính phủ ban hành Nghị quyết số 29/NQ-CP về việc chuyển xã Tân Khánh Hòa thuộc huyện Kiên Lương về huyện Giang Thành mới thành lập.
Ngày 22 tháng 2 năm 2021, UBND tỉnh Kiên Giang ban hành Quyết định số 410/QĐ-UBND về việc công nhận xã Tân Khánh Hòa đạt tiêu chí đô thị loại V.
Ngày 12 tháng 6 năm 2025, Ủy ban Thường vụ Quốc hội ban hành Nghị quyết số 1654/NQ-UBTVQH15 về việc sắp xếp các đơn vị hành chính cấp xã của tỉnh An Giang. Theo đó, toàn bộ diện tích tự nhiên, quy mô dân số của các xã Tân Khánh Hòa, Phú Lợi và Phú Mỹ thành xã mới có tên gọi là xã Giang Thành.

## Kinh tế - xã hội
Kinh tế - xã hội phát triển khá, cơ cấu phát triển theo hướng tăng tỉ trọng thương mại - dịch vụ, tốc độ tăng trưởng kinh tế hàng năm 7%/năm, thu nhập bình quân đầu người trên 47 triệu đồng/người/năm.
Văn hóa xã hội được quan tâm thực hiện, nhất là hộ nghèo còn 2,46%, tình hình an ninh chính trị, trật tự an toàn xã hội được đảm bảo.
Xã Tân Khánh Hòa được công nhận xã nông thôn mới vào năm 2019.